# Тамбар

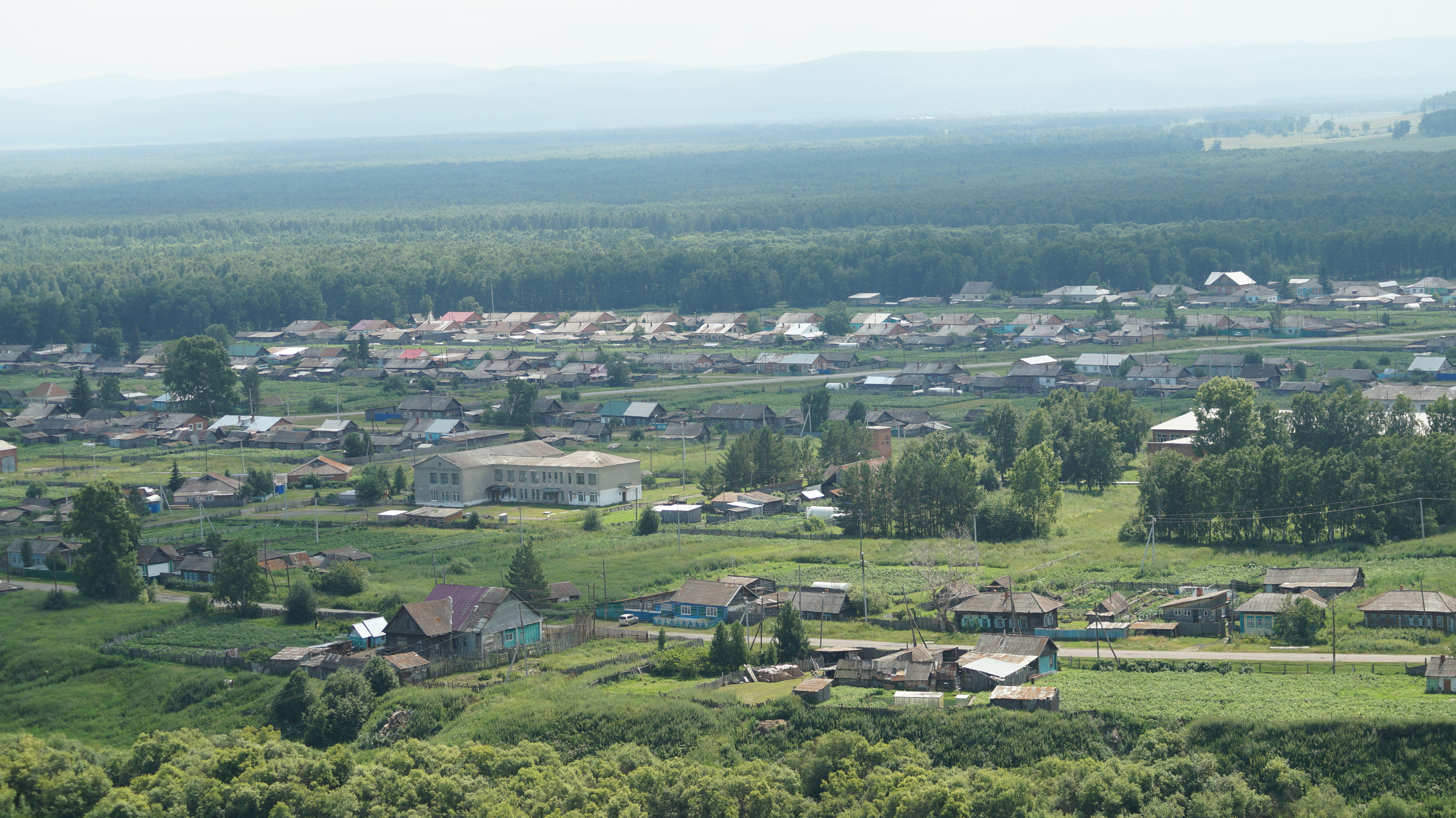
(Автор фото: Иванов Н.М. 22.07.2018)

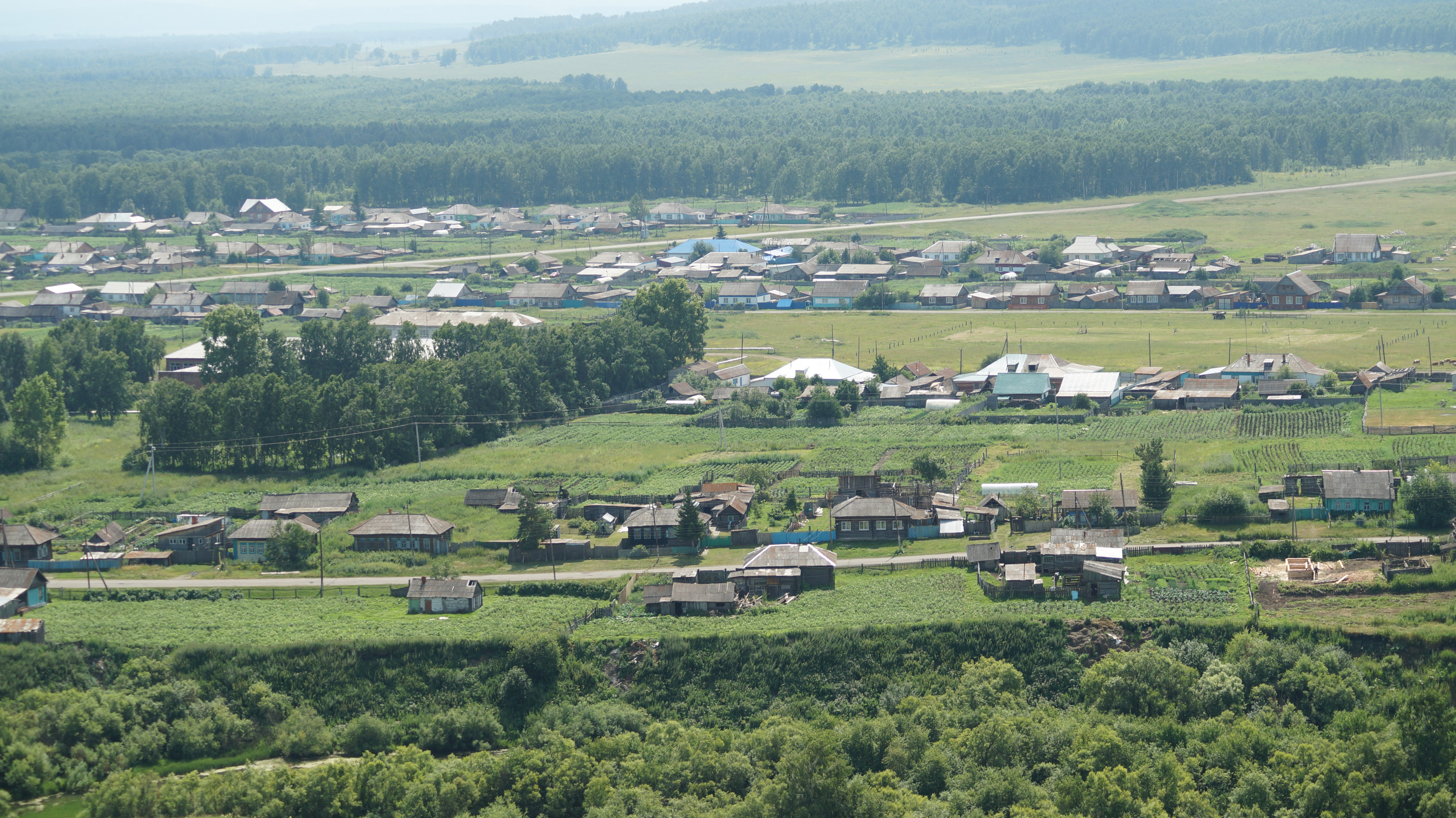
с.Тамбар (улицы: снизу вверх ул.Маяковского, ул.Калинина, ул.Юбилейная, ул.Солнечная)

Тамбар — село в Тисульском районе Кемеровской области. Входит в состав Тамбарского сельского поселения.

## География
Центральная часть населённого пункта расположена на высоте 308 метров над уровнем моря.

## Население
По данным Всероссийской переписи населения 2010 года, в селе Тамбар проживает 1077 человек (503 мужчины, 574 женщины).